# Dream Street (groupe)
Pour les articles homonymes, voir Dream Street.
 (février 2014).
Dream Street est un groupe américain de musique, composé de Chris Trousdale, Jesse McCartney, Greg Raposo, Frankie Galasso et Matt Ballinger. Formé en 1999, le groupe se sépare en 2002, à cause d'un procès intenté par leur producteur. 

## Histoire
Le groupe Dream Street a été formé par les producteurs Louis Baldonieri et Brian Lukow, surnommé « Wonder Boy ». Il réunissait des adolescents âgés de 11 à 14 ans, principalement des garçons originaires de la scène de Broadway à New York. L'objectif de Baldonieri et Lukow était d'influencer l'industrie de la musique pop en introduisant un groupe d'adolescents ayant déjà de l'expérience sur scène. Parmi les membres originaux figuraient Greg Raposo et Chris Trousdale, qui rejoindront plus tard le groupe reconstruit en 1998. 
Le groupe subit rapidement des changements après ses débuts sur scène, où leur numéro de claquettes et leur thème musical jazzy furent abandonnés, tout comme leur reprise de "Seasons of Love", chanson phare de la comédie musicale Rent. Après ces ajustements, Jesse McCartney, Gregory Raposo, Matt Ballinger, Frankie Galasso et Chris Trousdale formèrent la nouvelle formation du groupe, désormais appelée Dream Street, nom tiré du studio d'enregistrement de Lukow et Baldonieri à New York.
Leur premier album éponyme, sorti en 2001, a été un succès commercial, certifié disque d'or aux États-Unis par la RIAA, atteignant la première place du classement des albums indépendants et le 37e rang sur le Billboard 200. Leur dernier projet en tant que groupe fut la bande sonore de Dream Street, un film sorti en 2002, dans lequel Chris Trousdale, ancien membre du groupe, joua aux côtés de Kaila Amariah.

### L'un des grands facteurs qui ont contribué à la baisse d'appel et de popularité de l'adolescence pop mouvement autour de 2001/02.
En 2002, le groupe s'est disloqué en raison d'un différend juridique entre ses membres et leurs parents. Les producteurs voulaient que les garçons quittent l'école et qu'ils se concentrent uniquement sur leur groupe de musique. Escalade de problèmes, résultant dans un procès visant à supprimer la bande de ses producteurs au cours de l'été 2002. Le groupe a également appris que l'un des producteurs a été très impliqué dans la pornographie chez les adolescentes, ce qui ne va pas très bien avec les garçons des familles. Dream Street a gagné son procès, mais la décision a eu un résultat inattendu : selon le règlement, les garçons n'ont jamais été autorisés à accomplir en tant que groupe à nouveau ensemble.

## Discographie

### Singles
- It Happens Everytime (2000)
- I Say Yeah (2001)
- Sugar Rush (2001)
- With All My Heart (2002)
- Smile (2023)

### Compilations
- Pokémon : The Movie 2000 (2000)
- The Little Vampire (2000)
- Radio Disney Jams Vol.4 (2001)
- Radio Disney Jams Vol.5 (2002)

### Dvds
- Dream Street Live At Criterion Theatre (1999)

- Dream Street Live (2001)
- The Biggest Fan (2002)